# Croix de cimetière de Limpiville
La croix de cimetière de Limpiville est un monument situé à Limpiville, en Normandie.

## Localisation
La croix est située dans le cimetière du village.

## Historique
La croix est datée de la fin du XVIe siècle. 
Le monument est classé comme monument historique depuis le 27 décembre 1913.

## Description
Le monument est en grès. Le fût est torse et couronné d'une croix fleurdelisée. L'une des faces comporte une représentation du Christ avec à ses côtés la Vierge et saint Jean, et une mise au tombeau, et l'autre face figure une représentation de la scène de l'ecce Homo avec saint Pierre et saint Nicolas.